# دانييل بوريميروف
دانييل بوريميروف (بالبلغارية: Даниел Боримиров Борисов)‏ (مواليد 15 يناير 1970) هو لاعب كرة قدم. يلعب مع منتخب بلغاريا لكرة القدم. سبق له أن لعب في كأس العالم لكرة القدم مع منتخب بلاده.

## مسيرته الكروية
لعب دانييل بوريميروف خلال مسيرته الاحترافية مع 3 أندية في اثنين وعشرين موسمًا وسجل خلالها 118 هدف ضمن 526 مباراة. حيث فاز في خمسة مواسم بالكأس وفي خمسة مواسم بالدوري.
خاض دانييل بوريميروف مسيرته مع OFC Bdin Vidin ‏ في موسم 1987–88 واستمر معه طيلة ثلاثة مواسم، مشاركًا في 91 مباراة سجل خلالها 18 هدفًا. ثم انتقل إلى نادي ليفسكي صوفيا في موسم 1990–91 في المرة الأولى ليلعب معه خمسة مواسم ثم في موسم 2003–04 ليلعب معه خمسة مواسم، حيث شارك طوالها في 221 مباراة سجل خلالها 69 هدفًا. لينتقل بعدها إلى نادي ميونخ 1860 في موسم 1995–96 ليلعب معه تسعة مواسم، مشاركًا في 214 مباراة سجل خلالها 31 هدفًا.

## روابط خارجية
- دانييل بوريميروف على موقع الاتحاد الدولي (مؤرشف)  (الإنجليزية)
- دانييل بوريميروف على موقع الاتحاد الأوربي (الإنجليزية)
- دانييل بوريميروف على موقع قاعدة بيانات كرة القدم.إي يو (الإنجليزية)
- دانييل بوريميروف على موقع بيانات كرة القدم. دي إي (الألمانية)
- دانييل بوريميروف على موقع ناشيونال فوتبول تيمز (الإنجليزية)
- دانييل بوريميروف على موقع عالم كرة القدم.نت (الإنجليزية)
- دانييل بوريميروف على موقع كووورة